# Caerano di San Marco
Caerano di San Marco är en ort och kommun i provinsen Treviso i regionen Veneto i Italien. Kommunen hade 7 952 invånare (2018).